# Ernesto Cesàro
Ernesto Cesàro (Nápoles, 12 de marzo de 1859 – Torre Annunziata, 12 de septiembre de 1906) fue un matemático italiano que trabajó en temas de geometría diferencial. Es conocido también por su método de promediado para la suma de series divergentes, conocido como sumación de Cesàro.